# Mitterkopf (Weißkam)
De Mitterkopf is een 3344 meter hoge bergtop in de Ötztaler Alpen in het Oostenrijkse Tirol.
De berg ligt in de Weißkam aan de westelijke rand van de Mittelbergferner, net ten noorden van de 3396 meter hoge Vorderer Brunnenkogel.
De berg werd voor het eerst bedwongen op 2 januari 1873. De naam van de klimmer die deze tocht als eerste ondernam is echter onbekend.